# Juan Carlos Burbano
Juan Carlos Burbano De Lara Torres (ur. 15 lutego 1969 w Quito) – piłkarz ekwadorski grający na pozycji pomocnika.

## Kariera klubowa
Burbano urodził się w Quito i przez całą karierę związany był z klubami z tego miasta. Wychował się w Universidad Católica Quito, w barwach którego zadebiutował w 1988 roku w ekwadorskiej Serie A i grał tam do końca 1991 roku. W 1992 został zawodnikiem Deportivo Quito, ale przez dwa sezony nie osiągnął większych sukcesów i w 1994 roku odszedł do Nacionalu Quito. W 1996 roku po raz pierwszy i jedyny w karierze został mistrzem Ekwadoru. Z kolei w 1998 roku dotarł z Nacionalem do półfinału Copa Merconorte. Karierę piłkarską zakończył w 2004 roku i liczył sobie wówczas 35 lat. W barwach Nacionalu wystąpił ponad 300 razy.

## Kariera reprezentacyjna
W reprezentacji Ekwadoru Burbano zadebiutował 16 sierpnia 1996 roku w zremisowanym 0:0 spotkaniu z Kolumbią. W 2002 roku został powołany przez selekcjonera Hernána Darío Gómeza do kadry na Mistrzostwa Świata 2002. Tam był rezerwowym i nie wystąpił w żadnym spotkaniu. Ostatni mecz w kadrze narodowej rozegrał w tym samym roku. Łącznie wystąpił w 18 meczach reprezentacji Ekwadoru.